# Tomokazu Harimoto
Tomokazu Harimoto, nato Zhang Zhihe (張智和T, 张智和S, Zhāng ZhìhéP) (Sendai, 27 giugno 2003), è un tennistavolista cinese naturalizzato giapponese.
Entrato giovanissimo nella selezione di atleti della sua nazionale, si è distinto nel 2017 quando, appena tredicenne, durante la partecipazione al mondiale è balzato tra i migliori 20 al mondo. Dalla fine del 2018 è approdato nella top 5 della classifica mondiale.

## Biografia
I genitori di Harimoto sono ex della nazionale cinese giovanile. Suo padre Zhang Yu (divenuto poi Yu Harimoto) e sua madre Zhang Ling erano emigrati in Giappone anni prima in qualità di allenatori di ping pong. Anche sua sorella minore Miwa è pongista.

## Palmarès
- Japan Open 2018 ITTF World Tour (oro nel singolare)

- Campionati asiatici 2024 - Astana, Kazakistan (oro nel singolare)